# Ochrus tippmanni
Ochrus tippmanni är en skalbaggsart som först beskrevs av Lane 1956.  Ochrus tippmanni ingår i släktet Ochrus och familjen långhorningar. Inga underarter finns listade i Catalogue of Life.